# Entoloma anatinum
Entoloma anatinum är en svampart som först beskrevs av Wilhelm Gottfried Lasch, och fick sitt nu gällande namn av Donk 1949. Entoloma anatinum ingår i släktet Entoloma och familjen Entolomataceae.  Arten är reproducerande i Sverige. Inga underarter finns listade i Catalogue of Life.